# 內海慶子
內海慶子（内海 慶子（うつみ けいこ），1981年1月16日—），是日本女性配音員。屬於尾木Pro THE NEXT。出生於大阪府。血型B型。

## 出演作品

### 電視動畫
- 吸血鬼騎士（女學生）
- 吸血鬼騎士 Guilty（教師）
- 家庭教師HITMAN REBORN！（アナウンス）
- capeta カペタ
- 次元艦隊
- 寶石寵物（米爾姬）
- 寶石寵物 Kira☆Deco！（米爾姬）
- 寶石寵物 Sunshine（米爾姬）
- 寶石寵物 Twinkle☆（米爾姬、朋繪）
- 遊戲王5D's（帕蒂、ケイト、記者、葉薩的母親、女、銀河的母親）
- 妖怪人間貝姆（2006年版）（ナース）
- 寶石寵物 Twinkle☆特別篇（朋繪）

### 遊戲
- アカツキ電光戰記（完全者）
- エヌアイン完全世界（カティ、完全者）
- 遊☆戲☆王ファイブディーズ タッグフォース4（一般角色）
- 遊☆戲☆王ファイブディーズ タッグフォース5（一般角色）
- 遊☆戲☆王ファイブディーズ タッグフォース6（一般角色）

### CM
- 夢色蛋糕師 Sweet Card Collection

## 外部連結
- 公式資料檔
- 配音員☆內海慶子的HappyTime♪ （页面存档备份，存于）
- 內海慶子的X（前Twitter）